# Ilja Sergejewitsch Malakow
Ilja Sergejewitsch Malakow (russisch Илья Сергеевич Малаков, wiss. Transliteration Il'ja Sergeevič Malakov; * 2. Oktober 1990 in Rjasan, Oblast Rjasan, RSFSR, Sowjetunion) ist ein russischer Theater- und Filmschauspieler.

## Leben
Malakow betätigte sich während seiner Schulzeit im Wrestling. Er ist Absolvent einer Fachschule und erlangte weitreichende Englischkenntnisse. Anschließend studierte er an der Ryazan State University die Fächer Informatik und Englisch. Bereits seine Eltern besuchten diese Universität. Über eine Lehrerin kam er erstmals mit Theaterschauspiel in Berührung. Dadurch beschloss er die Moskauer Gerassimow-Institut für Kinematographie zu besuchen. 2014 trat er dem Ensemble des Moskauer Provinztheaters bei. 
Nach kleineren Besetzungen in Fernsehserien und Filmproduktionen Mitte der 2010er Jahre übernahm er 2017 im Historienfilm Die letzten Krieger die anspruchsvolle Hauptrolle. Er verkörperte die historische Rolle des Jewpati Kolowrat. Im Folgejahr war er im Fernsehfilm Lili zu sehen und konnte sich durch Besetzungen in verschiedenen Fernsehserien als Fernsehschauspieler etablieren.

## Filmografie (Auswahl)
- 2017: Die letzten Krieger/Die Legende von Kolovrat (Legenda o Kolovrate/Легенда о Коловрате)
- 2018: Lili (Fernsehfilm)
- 2019: Zhenshchina s proshlym (Женщина с прошлым) (Mini-Serie)
- 2019: Life of a Stranger (Chuzhaya zhizn/Чужая жизнь) (Fernsehserie)
- 2019: Arkhangel Mikhail (Архангел Михаил) (Kurzfilm)
- 2020: The young and the strong survive (Молодые и сильные выживут) (Mini-Serie, 4 Episoden)